# Stratton-Bliss Company
Stratton-Bliss Company war ein US-amerikanisches Autohaus und Hersteller von Automobilen.

## Unternehmensgeschichte
Das Unternehmen wurde 1909 in New York City als Autohaus gegründet. Frühestens 1914 kam der Vertrieb von Fahrzeugen von Dodge dazu. 1922 begann die Produktion von eigenen Automobilen. Der Markenname lautete Stratton-Bliss. Zu der Zeit war H. L. Stratton Präsident. Im gleichen Jahr endete die Fahrzeugproduktion.
Nach 1926 verliert sich die Spur des Unternehmens.

## Fahrzeuge
Die Basis bildete ein Fahrgestell von Dodge. Genannt werden Brougham und Town Car. Sie hatten besonders luxuriöse Karosserien. Der Neupreis betrug 8000 US-Dollar. Daneben ist ein einzelner Roadster überliefert.